# Molophilus extensilobus
Molophilus extensilobus är en tvåvingeart som beskrevs av Alexander 1960. Molophilus extensilobus ingår i släktet Molophilus och familjen småharkrankar. Inga underarter finns listade i Catalogue of Life.